# 19 Близнецов
19 Близнецов (лат. 19 Geminorum, HD 46031) — одиночная звезда в созвездии Близнецов на расстоянии приблизительно 441 светового года (около 135 парсеков) от Солнца. Видимая звёздная величина звезды — +6,38m.

## Характеристики
19 Близнецов — белая звезда спектрального класса A8V. Радиус — около 4,09 солнечных, светимость — около 43,16 солнечных. Эффективная температура — около 7348 К.